# Церетелі Іраклій Георгійович
Іраклій Георгійович Церетелі (груз. ირაკლი (კაკი) გიორგის ძე წერეთელი; 20 листопада (2 грудня) 1881, Кутаїсі — 21 травня 1959, Нью-Йорк) — політичний діяч Росії і Грузії.

## Біографія
Виходець з відомого грузинського (з Імеретії) княжого роду Церетелі. Його батько — Р. Е. Церетелі — був видатним грузинським письменником і громадським діячем. Мати, Олімпіада Яківна Николадзе, сестра відомого грузинського ліберального журналіста, просвітителя і державного діяча Ніко Николадзе, отримала освіту в Женевському університеті. Рано померла.

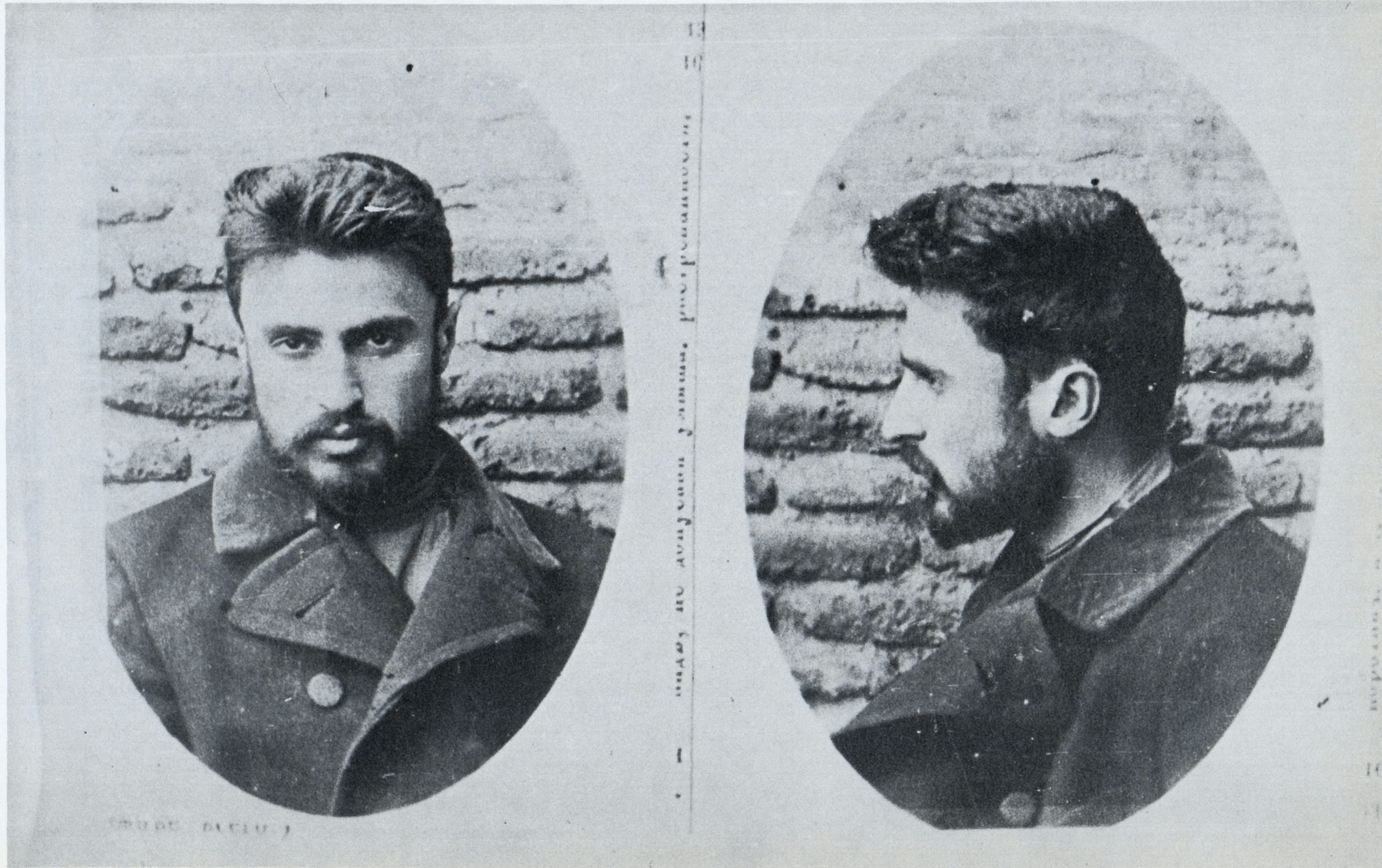
Поліцейська фотографія Церетелі. Тифліс, 1904 р.

Ц. Закінчив 2-ю Тифлиську гімназію, В 1900 році вступив на юридичний факультет Московського університету, де став одним з лідерів студентського руху, за що був засланий у Сибір (1901—03).
Після заслання він став соціал-демократом і членом Тіфліського комітету РСДРП. Після II з'їзду партії (1903) — меншовик, головний редактор журналу «Кваліфікації» («Борозна»). У 1904 році, рятуючись від арешту, виїхав у Берлін, де поступив в університет.
Після початку революції 1905 року, незважаючи на туберкульоз, повернувся в Росію.
У 1907 році був обраний членом Другої Думи, де став головою соціал-демократичної фракції і членом аграрної комісії Думи. У червні 1907 року після розгону Думи по звинуваченню в підготовці державного перевороту був засуджений на 5 років тюрми (р. Миколаїв, Херсонск. обл.), заміненої за станом здоров'я 6 роками тюрми в Олександрівської центральної каторжної в'язниці (Іркутська губ.) з подальшим поселенням у Сибіру (Іркутська область, сел. Балабанск).

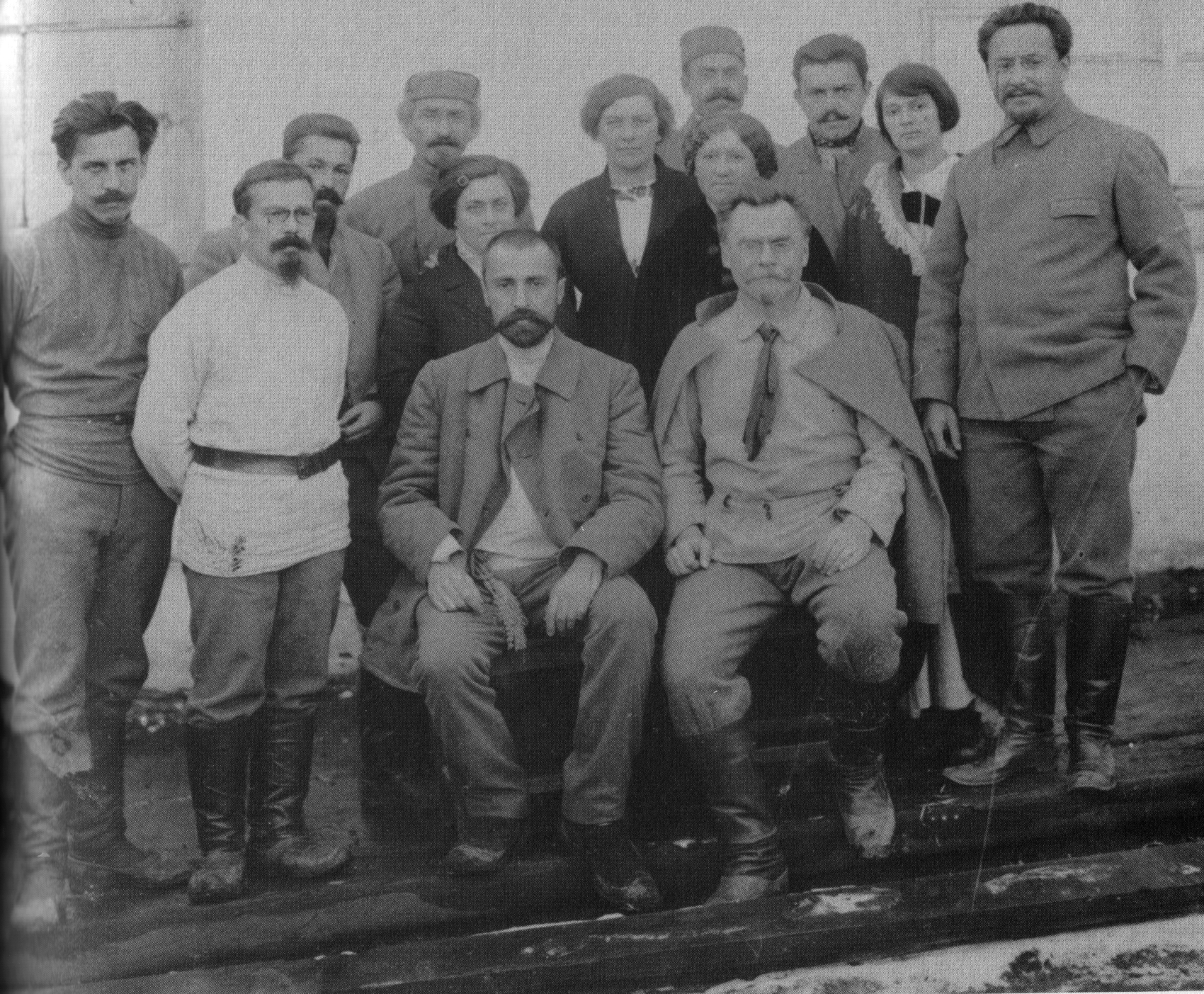
Засланці революціонери в Іркутську. У першому ряду: Дан, Церетелі, Войтинський, Абрам Гоц

Після Лютневої революції брав участь у створенні Рад робітничих депутатів і Військової організації Іркутська. 5 березня Іраклій Церетелі з Іркутська повідомляв, що в місті був створений Комітет громадських організацій, гарнізон перейшов на сторону революції.

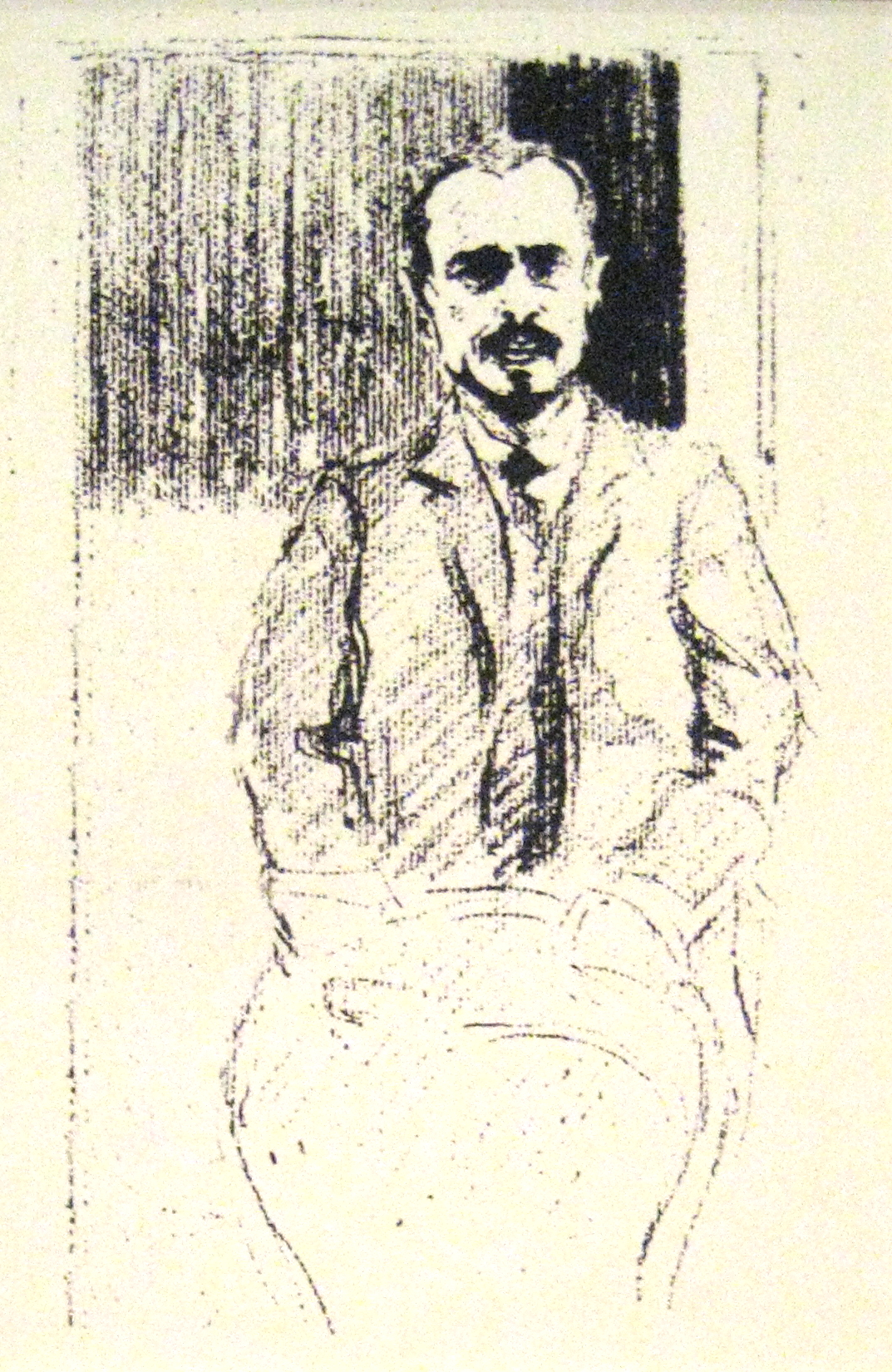
Іраклій Церетелі під час Московського державного наради. Рис. Ю. К. Арцыбушева

19 березня/1 квітня повернувся в Петроград, увійшов до складу виконкому Петроградської Ради. До цього часу визначився як «революційний оборонець». Разом з Ф. В. Даном та Н. С. Чхеїдзе був у той час одним з найбільш видних меншовиків. На Всеросійському нараді Рад (29 березня/11 квітня — 3/16 квітня) виступав з доповіддю про ставлення до війни. У прийнятій за його пропозицією резолюції російські демократи закликали мобілізувати всі сили країни для зміцнення фронту і тилу. Церетелі вважав необхідною умовою припинення війни зусилля соціалістів у всіх воюючих країнах, виступав за об'єднання всіх соціал-демократів на загальній платформі, був противником «квітневих тез» В. І. Леніна.

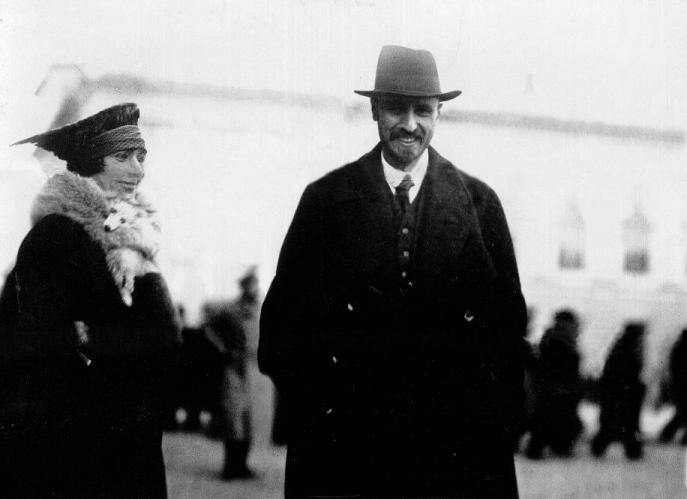
Церетелі у травні 1917 р. Фото Я. В. Штейнберга

У травні 1917 року при формуванні другого складу Тимчасового уряду (першого коаліційного уряду за участю соціалістів) увійшов до складу уряду як міністр пошт і телеграфу.
Церетелі входив в керівництво делегації Тимчасового уряду (спільно з М. І. Терещенко), визнала автономію Української Центральної ради. При цьому делегація без узгодження з урядом погодилася з пропозиціями Центральної ради і включила до складу автономії всі південно-західні губернії Росії. В знак протесту проти цих дій 2 (15) липня 1917 всі міністри-кадети пішли у відставку (Див. Липневий криза Тимчасового уряду). 8 липня Церетелі тимчасово за сумісництвом був призначений міністром внутрішніх справ. До складу сформованого 24 липня другого коаліційного уряду не ввійшов.
Після прийняття Петроградською Радою більшовицької резолюції «Про владу» в знак протесту разом з усім эсеро-меньшевистским Президією Петроградської Ради 6 вересня Церетелі склав свої повноваження. 14/27 вересня на Демократичній нараді заявив, що одна соціал-демократія не в силах вирішити поставлені завдання і необхідна коаліція з кадетами; стверджував, що за Л. Р. Корніловим пішли тільки авантюристичні елементи буржуазії; наполягав на підзвітності Тимчасового уряду створюваному Предпарламенту.
Після розпуску Установчих Зборів поїхав в Грузію (разом з В. С. Войтинским і його родиною), де став одним з лідерів незалежної Грузинської Демократичної республіки і Соціал-демократичної партії Грузії. У 1919 році був представником Грузії на Паризькій (Версальській) конференції.
Після введення Червоної Армії в Грузії в 1921 році — в еміграції, в 1932 р. закінчив юридичний факультет університету Сорбонни (Париж, Франція), займався приватною юридичною практикою, спочатку у Французькій республіці, а з 1940 року — у США. Був представником грузинських соціал-демократів у вигнанні на багатьох міжнародних форумах, був членом виконкому II Інтернаціоналу.
Помер у Нью-Йорку (США), похований на кладовищі містечка Левіль-сюр-Орж під Парижем (на місці поховання більшості Грузинської політичної еміграції 1921 року).

### Рекомендовані джерела
- Кудряшов Ст. Ст. 2015. Соціал-демократична фракція II Державної Думи: погляд зсередини і оцінки очевидців. // Проблеми соціально-економічного розвитку Сибіру, № 4 (22) С. 99-104